# معدن کرکر
معدن کرکر (به لاتین: Maʽdan-e Karkar) یک منطقهٔ مسکونی در افغانستان است که در ولایت بغلان واقع شده‌است.